# Frédéric IV de Saxe
 (août 2023).
Pour les articles homonymes, voir Frédéric-Christian de Saxe.
Frédéric IV de Saxe (en allemand : Friedrich Christian Leopold Johan George Frans Xaverius von Sachsen), né le 5 septembre 1722 et mort le 17 décembre 1763, est électeur de Saxe, comte palatin de Saxe et margrave de Misnie d'octobre à décembre 1763.

## Biographie

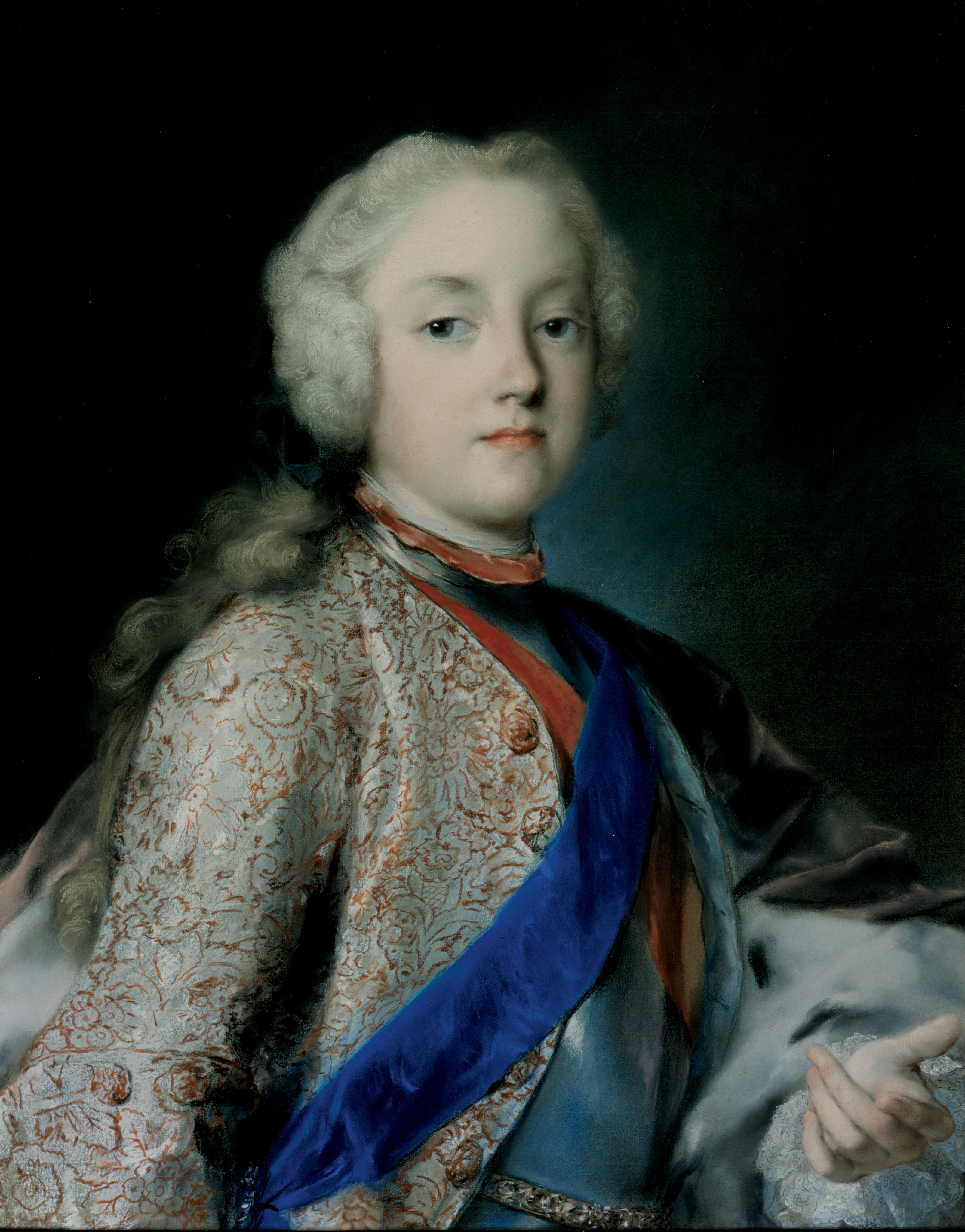
Friedrich Christian de Saxe, 1740
par Rosalba Carriera
Gemäldegalerie Alte Meister

Fils d'Auguste III de Pologne, électeur de Saxe et de Marie-Josèphe d'Autriche, il est entre autres le frère de Marie-Amélie, épouse de Charles d'Espagne, roi de Naples et de Sicile puis d'Espagne, de Marie-Josèphe, dauphine de France et de Clément-Wenceslas, archevêque-électeur de Trèves (qui accueillera les émigrés français fuyant la Révolution dans sa capitale de Coblence).
A la fin des années 1730, il entreprend son Grand Tour et passe notamment par l'Italie où la peintre vénitienne Rosalba Carriera fait son portrait au pastel (en tenue de Prince-électeur en 1740. Le portrait est conservé à Dresde) et Antonio Vivaldi lui dédia un concerto (Concerto pour le prince de Pologne).
Avant son accession au trône, il porte le titre de prince de Pologne. Devenu électeur de Saxe à la mort de son père, il ne peut cependant pas lui succéder sur le trône de Pologne. Ce prince, qui était infirme, a tenu un journal très précieux sur ses affinités (son épouse Maria-Antonia de Bavière est une compositrice de musique réputée) et ses antipathies (notamment pour les comtes de Bellegarde, Piémontais qui lui est donné comme précepteur et pour le premier ministre Heinrich Brühl, qui a le bon goût de mourir pendant ses deux mois de règne). Au cours de ce court laps de temps, il entreprend des réformes fort bénéfiques pour l'électorat de Saxe.
À sa mort, son frère le prince François-Xavier de Saxe, frère préféré de la Dauphine de France et de la reine Marie-Amélie d'Espagne, est régent pendant la minorité de son fils de 1763 à 1768.

## Mariage et descendance
Il épouse en 1747 Marie-Antoinette de Bavière (1724-1780), dont il a neuf enfants :
- un fils mort-né en juin 1748 ;
- Frédéric-Auguste Ier de Saxe (1750-1827) épouse en 1769 Amélie de Deux-Ponts-Birkenfeld (1752-1828) d'où une fille;
- Charles de Saxe (1752-1781) ;
- Joseph de Saxe (1754-1763) ;
- Antoine Ier de Saxe (1755-1836) épouse en 1787 Marie-Thérèse d'Autriche (1767-1827) d'où quatre enfants morts au berceau;
- Marie-Amélie de Saxe (1757-1831), qui en 1774 épouse Charles II, duc de Deux-Ponts-Birkenfeld ;
- Maximilien de Saxe (1759-1838) épouse en 1792 Caroline de Parme (1770-1804) d'où sept enfants puis en 1825 Marie-Louise de Bourbon-Parme (1804-1857) sans postérité;
- Anne de Saxe (1761-1820);
- Un fils mort-né en 1762.